# Кафедральный шлюз

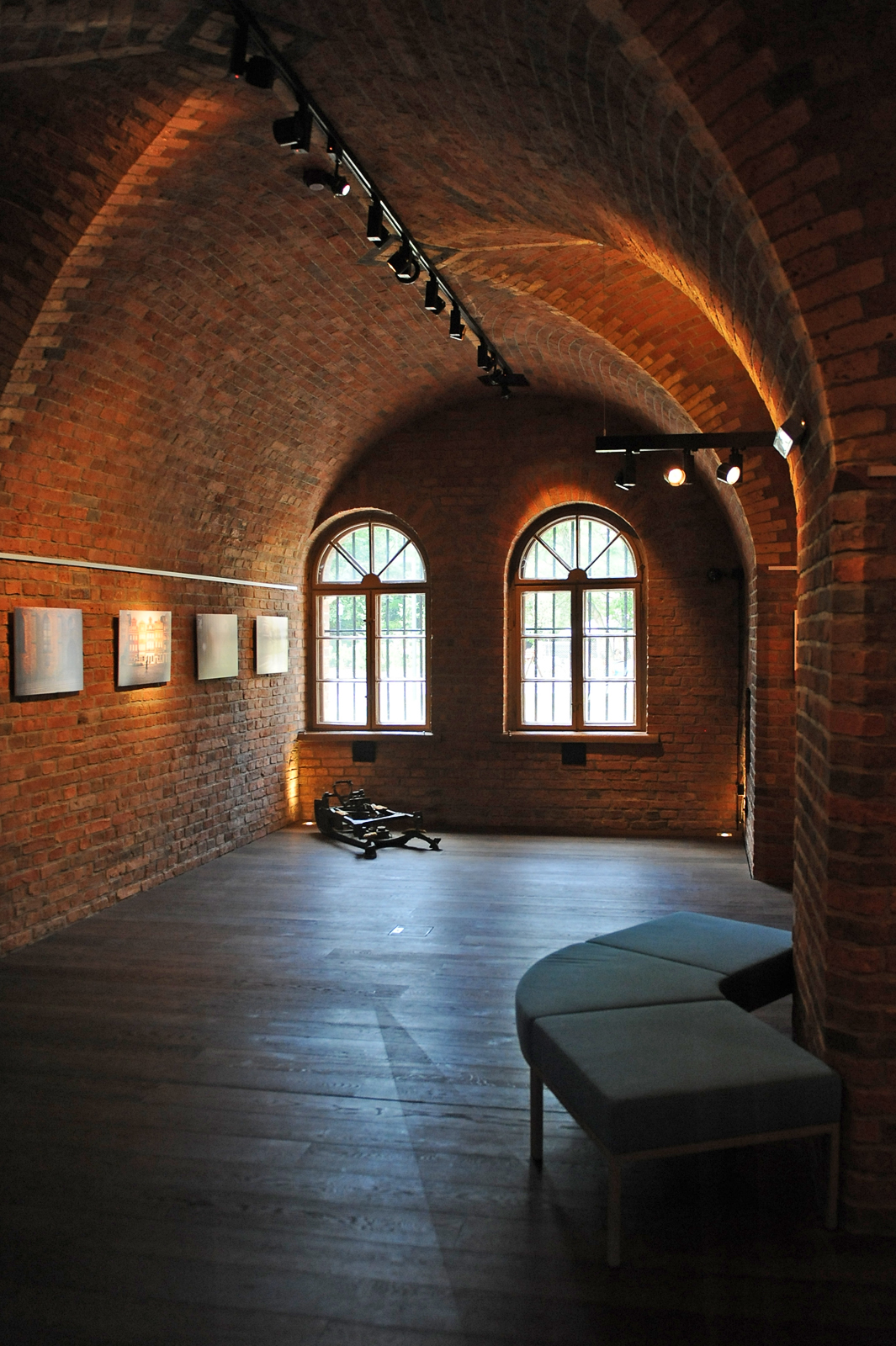
Интерьер кафедрального шлюза

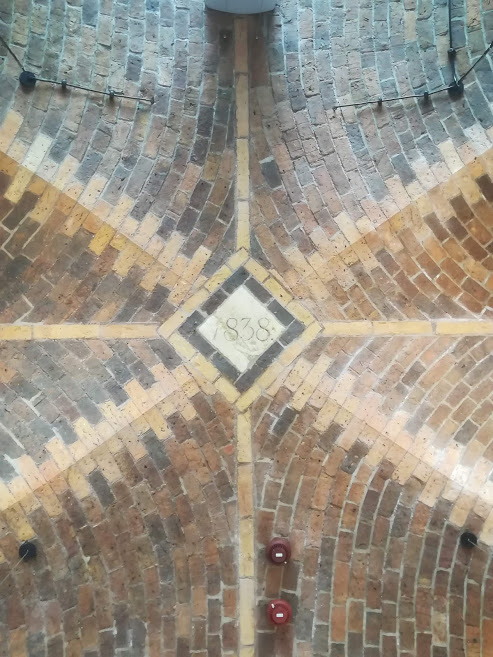
Свод в кафедральном шлюзе

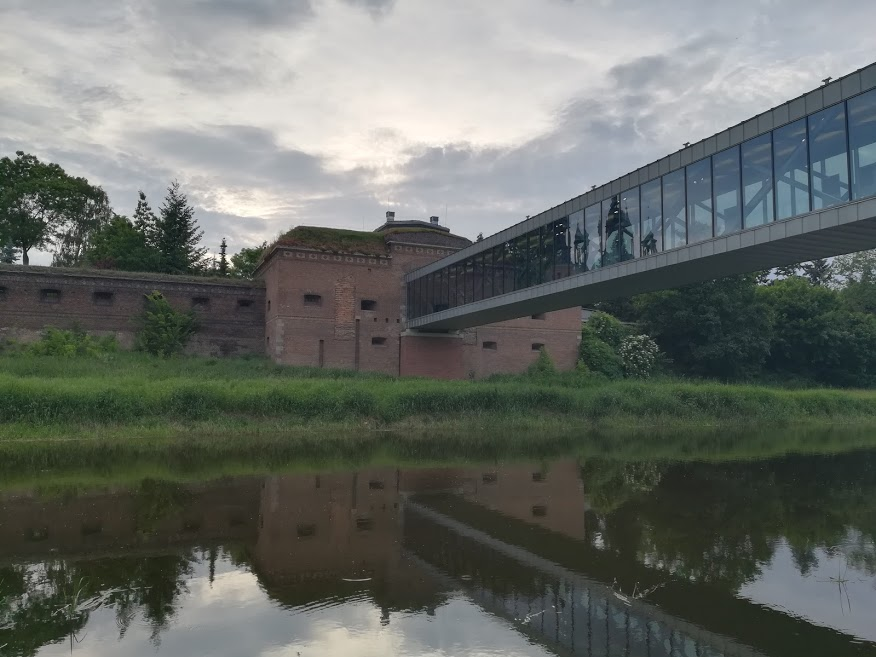
Кафедральный шлюз — вид со стороны реки Цыбины

Кафедра́льный шлюз (плотина, нем. Dom Schleuse) — укреплённый гидротехнический объект Познанской крепости, построенный на реке Цыбине в 1834—1839 годах и перестроенный в середине XIX века. Сохранившаяся часть шлюза на Тумском Острове — западный тет-де-пон входит в состав комплекса Интерактивного центра интерпретации исторического наследия Ворота Познани.

## История создания объекта
После 1815 года Познань снова была включена в состав Прусского Королевства. Благодаря своему стратегическому расположению город приобрёл особое военное значение. На решение возвести здесь крепость повлияло близкое соседство границы с Российской империей, находящейся всего в 70 км и центральное расположение города на оси между Балтийским морем и Судетами, на трассе, ведущей в Берлин.
Прусское Королевство придавало огромное значение тому, чтобы подчеркнуть свою власть и господство над городом, а также подавить настроения среди польского населения, выступающего за независимость собственного государства. По инициативе начальника Генерального штаба генерала Карла фон Грольмана в 1828 году было начато строительство полигональной крепости, которая просуществовала более 40 лет и привела к созданию огромного кольца укреплений, окружающих почти весь город. Одним из главных фортификационных комплексов крепости была Тумская цитадель, то есть укрепленный район Тумского острова, которая была построена в 1856—1862 годах. В комплекс был включён кафедральный шлюз (нем. Dom Schleuse), который был возведён над Цыбиной в 1834-39 годах и перестроен в середине XIX века.

## Строительство и функция
Здание шлюза было одним из нескольких гидротехнических сооружений на территории Познанской крепости. Шлюз имел две основные функции: служил мостом для войска и плотиной для сбора воды, что давало возможность создания зоны затопления на переднем плане укреплений во время военной угрозы. Комплекс состоял из двух тет-де-понов — западного и восточного, соединённых каменным мостом из девяти сводчатых пролётов длиной 55,88 м.
В столпах, поддерживающих арочные своды находились вертикальные шины, по которым с помощью цепей на катушках спускали на воду плотину, состоящую из деревянных балок. Преграда служила для подъёма уровня воды в Цыбине и затопления восточных территорий перед крепостью, между районами Сьрудка и Бердыхово, с целью воспрепятствовать действиям противника. Тем не менее, этот объект никогда не был использован в военных операциях.
Сохранившийся западный тет-де-пон представляет собой двухэтажное прямоугольное здание, покрытое земляной насыпью, с пятью казематами, выполненными из клинкерного кирпича. Вход осуществляется через въездные ворота на первом этаже, которые через коридор ведут на мост. Северное крыло служило казармой, а южное крыло с отдельным входом, скорее всего предназначалось для охраны или пожарной части. До здания шлюза, расположенного на береговом откосе, примыкает стена Карно с отверстиями для стрельбы.

## Дальнейшая судьба объекта и нынешнее состояние
Мост и восточный тет-де-пон были снесены в 1919—1921 годах по решению муниципальных властей, которые на тот момент инвестировали в развитие восточных районов Познани. Из-за большого количества льда на реке, который образовывался из-за плотины и после того, как он начинал таять, случались наводнения, было принято решение ликвидировать мост. Сохранился только западный тет-де-пон, который в 1920-х годах находился под управлением познанского магистрата и затем был передан митрополиту познанской Курии. После Второй мировой войны в помещениях шлюза, переделанных в квартиры, проживала семья Стругарков. Остававшиеся помещения занимали ремесленные цеха. Здание, которое затем было передано Музею архиепархии для хранения произведений искусства, сохранилось до наших дней в очень хорошем состоянии и после тщательной реконструкции стало частью комплекса интерактивного центра Ворота Познани. Сегодня шлюз служит галереей для временных выставок.
Кафедральный шлюз является памятником архитектуры и находится под охраной. Внутри сохранились оригинальные кирпичные стены и потолки. Сохранилось также уникальное оборудование шлюза — небольшие отверстия в стенах для стрельбы с решётками, металлические обручи, которые служили для крепления пушечного оружия, каменная кормушка для лошадей и массивные деревянные въездные ворота с металлической оковкой и задвижкой. Сохранилась также земная насыпь, покрывающая крышу здания, которая охраняла его перед артиллерийским огнём. С южной стороны шлюза сохранился фрагмент стены Карно.

## Временные выставки
Сегодня кафедральный шлюз является выставочным пространством под названием "Galeria Śluza". Ежегодно в шлюзе проводится по несколько тематических выставок, вход на которые всегда бесплатный.  
19 мая 2020 года открылась выставка под названием «В божественных и человеческих книгах. Мир Яна Лубранского» (оригинальное польское название: «W księgach boskich i ludzkich. Świat Jana Lubrańskiego»). Она посвящена личности епископа Яна Лубранского и его деятельности в эпоху Просвещения. 15 мая 2021 в галерее открылась выставка работ студентов Познанского университета искусств "Przynęty i pułapki" (eng. "Lures and traps"). 